# Football League Trophy 2012-2013
Il Football League Trophy 2012-2013 è stata la 32ª edizione della manifestazione calcistica. È iniziata il 4 settembre 2012 e si è conclusa il 7 aprile 2013.
La finale di Wembley ha visto la vittoria del Crewe Alexandra sul Southend United.

## Squadre Partecipanti

### Primo Turno

#### Sezione Nord
-  Accrington Stanley
-  Burton Albion
-  Carlisle Utd
-  Chesterfield
-  Coventry City
-  Fleetwood Town
-  Morecambe
-  Notts County
-  Oldham Athletic
-  Port Vale
-  Preston N.E.
-  Rochdale
-  Rotherham Utd
-  Scunthorpe Utd
-  Tranmere
-  York City

#### Sezione Sud
-  Aldershot Town
-  Bournemouth
-  Bristol Rovers
-  Crawley Town
-  Dag & Red
-  Exeter City
-  Gillingham
-  MK Dons
-  Northampton Town
-  Oxford Utd
-  Portsmouth
-  Southend Utd
-  Stevenage
-  Swindon Town
-  AFC Wimbledon
-  Yeovil Town

### Secondo Turno
- 16 club vincitori del primo turno

#### Sexione Nord
-  Bradford City
-  Bury
-  Crewe Alexandra
-  Doncaster
-  Hartlepool Utd
-  Sheffield Utd
-  Shrewsbury Town
-  Walsall

#### Sezione Sud
-  Barnet
-  Brentford
-  Cheltenham Town
-  Colchester Utd
-  Leyton Orient
-  Plymouth
-  Torquay Utd
-  Wycombe

## Calendario

### Primo Turno
Il sorteggio del primo turno di coppa ha avuto luogo il 18 agosto 2012. Sedici squadre passano al turno successivo, le restanti 32 sono divise in quattro aree geografiche distinte.

#### Sezione Nord

##### Nord-Ovest
| Squadra 1          | Risultato | Squadra 2      |
| ------------------ | --------- | -------------- |
| Rochdale           | 2 - 2     | Fleetwood Town |
| Carlisle Utd       | 1 - 1     | Preston N.E.   |
| Accrington Stanley | 0 - 2     | Morecambe      |
| Port Vale          | 2 - 0     | Tranmere       |

##### Nord-Est
| Squadra 1      | Risultato | Squadra 2       |
| -------------- | --------- | --------------- |
| Rotherham Utd  | 0 - 1     | York City       |
| Chesterfield   | 2 - 1     | Oldham Athletic |
| Coventry City  | 0 - 0     | Burton Albion   |
| Scunthorpe Utd | 1 - 2     | Notts County    |

#### Sezione Sud

##### Sud-Ovest
| Squadra 1      | Risultato | Squadra 2      |
| -------------- | --------- | -------------- |
| Oxford Utd     | 1 - 0     | Swindon Town   |
| Bristol Rovers | 0 - 3     | Yeovil Town    |
| Portsmouth     | 2 - 2     | Bournemouth    |
| Exeter City    | 0 - 0     | Aldershot Town |

##### Sud-Est
| Squadra 1        | Risultato | Squadra 2     |
| ---------------- | --------- | ------------- |
| Southend Utd     | 2 - 1     | AFC Wimbledon |
| Dag & Red        | 3 - 2     | Stevenage     |
| Northampton Town | 1 - 0     | MK Dons       |
| Crawley Town     | 3 - 2     | Gillingham    |

### Secondo Turno
Il secondo turno è stato sorteggiato l'8 di settembre 2012. Gli incontri hanno avuto luogo a partire dall'8 di ottobre dello stesso anno.

#### Sezione Nord

##### Nord-Ovest
| Squadra 1       | Risultato | Squadra 2       |
| --------------- | --------- | --------------- |
| Shrewsbury Town | 1 - 2     | Crewe Alexandra |
| Rochdale        | 1 - 1     | Bury            |
| Morecambe       | 2 - 4     | Preston N.E.    |
| Walsall         | 2 - 2     | Port Vale       |

##### Nord-Est
| Squadra 1      | Risultato | Squadra 2     |
| -------------- | --------- | ------------- |
| Doncaster      | 1 - 0     | Chesterfield  |
| York City      | 0 - 4     | Coventry City |
| Notts County   | 1 - 4     | Sheffield Utd |
| Hartlepool Utd | 0 - 0     | Bradford City |

#### Sezione Sud

##### Sud-Ovest
| Squadra 1       | Risultato | Squadra 2      |
| --------------- | --------- | -------------- |
| Portsmouth      | 1 - 3     | Wycombe        |
| Cheltenham Town | 2 - 4     | Oxford Utd     |
| Torquay Utd     | 2 - 2     | Yeovil Town    |
| Plymouth        | 2 - 1     | Aldershot Town |

##### Sud-Est
| Squadra 1        | Risultato | Squadra 2      |
| ---------------- | --------- | -------------- |
| Northampton Town | 2 - 1     | Colchester Utd |
| Leyton Orient    | 1 - 0     | Barnet         |
| Brentford        | 1 - 0     | Crawley Town   |
| Southend Utd     | 2 - 0     | Dag & Red      |

### Quarti di Finale
Il 13 ottobre 2012 vengono sorteggiati gli incontri per i quarti di finale. Gli incontri hanno avuto luogo a partire dal 3 dicembre 2012.

#### Sezione Nord
| Squadra 1       | Risultato | Squadra 2     |
| --------------- | --------- | ------------- |
| Crewe Alexandra | 1 - 1     | Doncaster     |
| Bury            | 3 - 3     | Preston N.E.  |
| Port Vale       | 0 - 2     | Bradford City |
| Coventry City   | 1 - 1     | Sheffield Utd |

#### Sezione Sud
| Squadra 1        | Risultato | Squadra 2     |
| ---------------- | --------- | ------------- |
| Northampton Town | 0 - 3     | Leyton Orient |
| Southend Utd     | 2 - 1     | Brentford     |
| Yeovil Town      | 2 - 0     | Wycombe       |
| Plymouth         | 1 - 1     | Oxford Utd    |

### Semifinali
Le semifinali hanno avuto luogo a partire dal 7 gennaio 2013, come stabilito dal sorteggio dell'8 dicembre 2012.

#### Sezione Nord
| Squadra 1       | Risultato | Squadra 2     |
| --------------- | --------- | ------------- |
| Coventry City   | 3 - 2     | Preston N.E.  |
| Crewe Alexandra | 4 - 1     | Bradford City |

#### Sezione Sud
| Squadra 1     | Risultato | Squadra 2    |
| ------------- | --------- | ------------ |
| Oxford Utd    | 3 - 3     | Southend Utd |
| Leyton Orient | 1 - 0     | Yeovil Town  |

### Finali
Le due finali di sezione, necessarie per stabilire le finaliste della competizione, vengono disputate il 5 e il 20 del febbraio 2013.

#### Sezione Nord
| Squadra 1     | Totale | Squadra 2       | Andata | Ritorno |
| ------------- | ------ | --------------- | ------ | ------- |
| Coventry City | 2 - 3  | Crewe Alexandra | 0 - 3  | 2 - 0   |

#### Sezione Sud
| Squadra 1     | Totale | Squadra 2    | Andata | Ritorno |
| ------------- | ------ | ------------ | ------ | ------- |
| Leyton Orient | 2 - 3  | Southend Utd | 0 - 1  | 2 - 2   |

### Finalissima
La ventinovesima finale del Football League Trophy ha avuto luogo presso lo Wembley Stadium il 7 aprile 2013.
| Squadra 1       | Risultato | Squadra 2    |
| --------------- | --------- | ------------ |
| Crewe Alexandra | 2 - 0     | Southend Utd |